# Mount Kitchener (Western Australia)
Mount Kitchener ist ein 309 Meter hoher Hügel in der Region Kimberley, in Western Australia, Australien. Er gehört zu den King Leopold Ranges, ein Gebirge von 567 Kilometer Länge.

## Lage
Mount Kitchener liegt in der Region Kimberley, die nördlichste Region Westaustraliens. In der Nähe des Berges befinden sich Mount Debora, Lushington Bluff und Panter Downs.